# Chris Armstrong (Eishockeyspieler)
Christopher Ryan „Chris“ Armstrong (* 26. Juni 1975 in Regina, Saskatchewan) ist ein ehemaliger kanadischer Eishockeyspieler, der im Verlauf seiner aktiven Karriere zwischen 1991 und 2010 unter anderem 308 Spiele für die Augsburger Panther, den ERC Ingolstadt und Frankfurt Lions in der Deutschen Eishockey Liga (DEL) auf der Position des Verteidigers bestritten hat. Darüber hinaus absolvierte Armstrong weit über 700 Partien in der American Hockey League (AHL) sowie International Hockey League (IHL) und stand in sieben Begegnungen für die Minnesota Wild und Mighty Ducks of Anaheim in der National Hockey League (NHL) auf dem Eis.

## Karriere
Chris Armstrong wurde beim NHL Entry Draft 1993 von den Florida Panthers aus der National Hockey League (NHL) in der dritten Runde an insgesamt 57. Stelle ausgewählt, bestritt aber nie ein Spiel für die Panthers. Die Nashville Predators sicherten sich in der NHL Expansion Draft 1998 die Dienste Armstrongs, der 1999 als Free Agent bei den San Jose Sharks unterschrieb. Auch hier schaffte der Verteidiger jedoch ebenfalls nie den Sprung in den NHL-Kader. Seine Juniorenzeit hatte der Kanadier zwischen 1991 und 1995 bei den Moose Jaw Warriors in der Western Hockey League (WHL) verbracht.
Im NHL Expansion Draft 2000 wurde der Abwehrspieler von den neu gegründeten Minnesota Wild gewählt, da diese ihren Kader mit Spielern füllen mussten. Nach einigen Spielzeiten in der International Hockey League (IHL) und American Hockey League (AHL) schaffte Armstrong für drei Spiele den Sprung in die NHL, wo er für die Wild auflief. Im August 2001 unterzeichnete der Linksschütze als Free Agent einen Vertrag bei den New York Islanders, wo er jedoch kein NHL-Spiel bestritt. Nach einem Aufenthalt in Europa beim EV Zug in der Schweizer Nationalliga A und den Augsburger Panthern in der Deutschen Eishockey Liga (DEL) sicherten sich die Mighty Ducks of Anaheim die Rechte an Armstrong, der in der Folgezeit für vier Spiele für das Franchise auflief. Hauptsächlich lief er in der Spielzeit 2003/04 aber für deren Farmteam Cincinnati Mighty Ducks in der AHL auf.
Während des Lockouts der NHL-Saison 2004/05 spielte der Kanadier für den ERC Ingolstadt wieder in der DEL, bei denen er auch nach Beendigung des Streiks in Nordamerika blieb. Zur Saison 2006/07 unterschrieb der Abwehrspieler einen Vertrag beim Ligakonkurrenten Frankfurt Lions. In den folgenden drei Spielzeiten ging er für die Lions aufs Eis und absolvierte über 160 DEL-Spiele für diese, in denen ihm 78 Scorerpunkte gelangen. Im Dezember 2009 unterzeichnete er als Free Agent einen Kontrakt bei den Springfield Falcons aus der AHL. Im Anschluss an das Spieljahr beendete er im Alter von 35 Jahren seine aktive Karriere.

### International
Auf internationaler Ebene nahm Armstrong mit der kanadischen U20-Nationalmannschaft an der Junioren-Weltmeisterschaft 1994 teil. Dort gewann er mit dem Team die Goldmedaille. Für die A-Nationalmannschaft erhielt der Verteidiger während seiner Zeit in Europa in unregelmäßigen Abständen Einladungen zu diversen Ländervergleichen. Ein großes internationales Turnier bestritt er jedoch nicht.

## Erfolge und Auszeichnungen
- 1994 WHL East First All-Star Team
- 1994 CHL Second All-Star Team
- 1995 WHL East Second All-Star Team

### International
- 1994 Goldmedaille bei der Junioren-Weltmeisterschaft

## Karrierestatistik

### International
Vertrat Kanada bei:
- Junioren-Weltmeisterschaft 1994

(Legende zur Spielerstatistik: Sp oder GP = absolvierte Spiele; T oder G = erzielte Tore; V oder A = erzielte Assists; Pkt oder Pts = erzielte Scorerpunkte; SM oder PIM = erhaltene Strafminuten; +/− = Plus/Minus-Bilanz; PP = erzielte Überzahltore; SH = erzielte Unterzahltore; GW = erzielte Siegtore; 1 Play-downs/Relegation; Kursiv: Statistik nicht vollständig)